# Тэруя, Юкэн
Юкэн Тэруя (яп. 照屋 勇賢 Тэруя Юкэн, род. 18 июня 1973 года, Окинава, Япония) — японский художник. Живёт и работает в Нью-Йорке. Его идеи часто отражают жизнь и историю Окинавы, его родины. Работает с различными материалами. Известен, прежде всего, арт объектами, вырезанными из бумаги.

## Биография
Юкэн Тэруя получил степень бакалавра изобразительных искусств в Университете искусств Тама в Токио в 1996 году, и степень магистра в школе Визуальных искусств в Нью-Йорке в 2001 году. Художник выставлялся в таких галереях, как Josee Bienvenu Gallery (Нью-Йорк), Shoshana Wayne Gallery (Санта-Моника), Murata and Friends Gallery (Берлин) и Королевский художественный музей Уэно (Токио). Его работы были также включены в выставку «Greater New York 2005», организованную в Нью-Йорке в 2005 году Музеем современного искусства. В 2007 году его работы были представлены на выставке «Формы пространства» в музее Гуггенхайма в Нью-Йорке.

## Творчество
В России Юкэн Тэруя известен благодаря своему проекту «Смотрите — лес» на 4-й Московской биеннале современного искусства, где он представил несколько объектов — бумажные пакеты с вырезанными внутри изображениями деревьев.
Художник о проекте:
«Из одноразовых бумажных пакетов сделано дерево, стоящее внутри такого же пакета.
Мне было интересно, как можно превратить кусок бумаги во что-то другое, не раскрашивая его и не делая частью коллажа. Не важно, „откуда родом“ бумажный пакет — из фастфудной сети или роскошного бутика, внутри него вы все равно увидите красивое дерево.
Я просто вырезаю контуры веток и листьев из одной стороны пакета и собираю дерево из вырезанных кусочков внутри. Хотя кажется, что хрупкое дерево опирается на бумажную стенку пакета, на самом деле это само дерево удерживает пакет и не дает ему упасть.
Когда сверху падает свет, изящное дерево внутри бумажного пакета, отбрасывающее красивую тень, показывает свою силу и напоминает, что от растущего когда-то живого дерева остался след.

Каждое бумажное дерево делалось по тщательно выбранному образцу. Это деревья, которые растут в моем районе или там, где мне доводилось путешествовать. Другими словами, это портреты деревьев, которые встречались мне в жизни».